# Saramene
Saramene (Σαραμήνη) fou un districte del Pont, situat a la regió de la badia d'Amisos. L'esmenta Estrabó.